# سید سعید میرمهدی
سِیِد سعید میرمِهدی (زادهٔ ۲۷ آذر ۱۳۶۱ در تهران) بازیکن تیم ملی واترپلو ایران و تیم استخر نوفلاح است.

## حرفه‌ای

### افتخارات باشگاهی
در اولین باشگاهی که سید سعید در سن ۱۸ سالی در لیگ برتر واترپولو به آب زد تیم دانشگاه آزاد اسلامی بود که به عنوان بازیکن اصلی بازی می‌کرد و توانست به مقام چهارم برسد. با بازیهای درخشانی که وی از خود به نمایش گذاشت در سال ۱۳۸۰ نظر کادر فنی تیم قهرمان سال گذشته را جلب کرد و با این تیم (تیم برق منطقه‌ای گیلان) به مقام قهرمانی رسید و جواز حضور در مسابقات باشگاه‌های آسیا را کسب کرد و به مقام نایب قهرمانی باشگاه‌های آسیا در تایلند رسید. سال ۱۳۸۱ با تیم پتروشیمی تهران به مقام دوم باشگاه‌های لیگ برتر رسید و بعد از اتمام قرارداد خود به کشور سوئد رفت و برای دو فصل با تیم (Stockholms Kappsimningsklubb)استکهلم در لیگ این کشور بازی کرد و پس از قهرمانی در لیگ سوئد مجوز حضور در مسابقات لیگ باشگاه‌های اروپا را کسب کرد. در سال ۱۳۸۳ با تیم پیکان عنوان قهرمانی را به دست آورد و سال بعد (۱۳۸۴) با تیم پیکان به مقام دوم رسید. برای اولین بار با تیم نفت و گاز گچساران مقام سوم لیگ برتر را تجربه کرد و با این تیم به مقام دوم باشگاه‌های آسیا در کشور کویت دست یافت. در سال ۱۳۸۶ به تیم ایران توسعه کرج پیوست و قهرمانی لیگ برتر ایران و باشگاه‌های برتر آسیا را با قدرت به کلکسیون افتخارات خود اضافه کرد. تیم نفت و گاز امیدیه مقصد بعدی او بود که با حضور خود در این تیم توانست مقام سوم لیگ برتر و عنوان دومی سوپر جام باشگاه‌های برتر ایران را در کارنامه خود ثبت کند و همچنین با حضور در تیم امیدیه در مسابقات باشگاه‌های برتر آسیا در کشور عربستان توانست با ارائه بازیهای قابل توجه‌ای که به نمایش گذاشت جایزه فنی‌ترین بازیکن آسیا را دریافت کند. با پیوستن مجدد به تیم دانشگاه آزاد اسلامی سه جام قهرمانی لیگ برتر و سوپر جام باشگاه‌های کشور و باشگاه‌های برتر آسیا را بدست آورد. سال بعد تیم هیئت شنای گیلان را همراهی کرد توانست بهترین بازیکن سال ایران را مال خود کند و با تیم واترپولوی استان خوزستان در سال ۱۳۹۱ به عنوان سومی برسد. سال ۱۳۹۲ با تیم دانشگاه آزاد اسلامی علی‌رغم بازیهای خوبی که سید واترپولو از خود ارائه داد اما مقامی بهتر از سومی را بدست نیاورد.
در دو فصلی که مجدد میرمهدی بازی برای تیم امیدیه را تجربه کرد (۱۳۹۳–۱۳۹۴) مدالهای سومی و نایب قهرمانی لیگ برتر کشور را به گردن آویخت.
با بازگشت این بازیکن ارزنده به تیم دانشگاه آزاد اسلامی توانست در سال ۱۳۹۵ جام قهرمانی را بالای سر ببرد و با این تیم مجوز حضور در مسابقات باشگاه‌های آسیای آن سال را کسب کند. در فصل ۹۶ لیگ برتر قرارداد خود را با باشگاه فرهنگی ورزشی سایپا منعقد کرد و عنوان دومی مسابقات باشگاه‌های برتر آسیا که در کشور تایلند برگزار شد برسد و همچنین کاپیتان میرمهدی با این تیم در لیگ برتر کشور به عنوان سوم رسید و در سال ۹۷ به مدت یک سال با تیم سایپا قرارداد خود را تمدید کرد و موفق شد با این تیم قهرمانی لیگ برتر کشور سال ۹۷ را به عنوان کاپیتان کسب کند. رقابت‌های لیگ برتر واترپولو ۱۳۹۸ به دلیل شیوع ویروس کرونا و لزوم فاصله گذاری اجتماعی و پرهیز از تجمع در اماکن پرخطر به توصیه ستاد ملی مبارزه با کرونا نیمه کاره ماند و به همراه تیم سایپا توانست با در نظر گرفتن شرایط جدول مقام سوم لیگ برتر را کسب کند. میرمهدی کاپیتان تیم استخر نوفلاح جام مقام دوم سی‌امین دوره مسابقات لیگ برتر واترپولو کشور در سال ۱۳۹۹ را بالای سر برد.
سید واترپولو کاپیتان با تجربه تیم استخر نوفلاح قهرمانی در سی و یکمین دوره مسابقات لیگ برتر واترپولو کشور در سال ۱۴۰۰ را با این تیم جشن گرفت و وی همراه تیم استخر نوفلاح برای دومین سال متوالی قهرمان سی و دومین دوره مسابقات لیگ برتر کشور شد و جام قهرمانی را به عنوان کاپیتان تیم بالای سر برد و با سابقه‌ترین بازیکن شاغل در لیگ‌های برتر کشور نام گرفت.

## افتخارات

### ملی

#### مسابقات آسیایی
- مقام سوم کاپ آسیا - ایران ۲۰۰۱
- مقام دوم کاپ آسیا - ایران ۲۰۰۶
- مقام دوم کاپ آسیا - چین ۲۰۱۰[۱۴]
- مقام سوم کاپ آسیا - کویت ۲۰۱۲[۱۵]
- مقام قهرمانی کاپ آسیا - سنگاپور ۲۰۱۳[۱۶]
- قهرمانی مسابقات توسعه جهانی - ایران ۲۰۱۵[۱۷]
- تیم ملی واترپلو مردان ایران
- بازیهای آسیایی
  - مقام چهارم بازیهای آسیایی بوسان ۲۰۰۲-بوسان
  - مقام چهارم بازیهای آسیایی دوحه ۲۰۰۶-بازی‌های آسیایی دوحه
  - قهرمانی مسابقات واترپولو توسعه جهانی[۱۸]
- افتخارات حضور
  - حضور در مسابقات انتخابی المپیک پکن ۲۰۰۸
  - حضور در مسابقات لیگ جهانی (چین - ژاپن - استرالیا - نیوزلند) ۲۰۰۹–۲۰۱۰
  - حضور در مسابقات جام جهانی رومانی ۲۰۱۰
  - حضور در مسابقات انتخابی المپیک ریو ۲۰۱۶[۱۹]
  - حضور در مسابقات کشورهای اسلامی - ایران ۲۰۰۵ (مقام چهارم)

### باشگاهی

#### باشگاه‌های برتر آسیا
- مقام دوم با تیم برق گیلان - تایلند ۲۰۰۲
- مقام قهرمانی با تیم پتروشیمی تهران - فیلیپین ۲۰۰۳
- مقام دوم با تیم نفت و گاز گچساران - کویت ۲۰۰۷
- مقام قهرمانی با تیم ایران توسعه کرج - کویت ۲۰۰۸[۲۰]
- مقام قهرمانی با تیم دانشگاه آزاد اسلامی - ایران ۲۰۱۰[۲۱]
- مقام دوم با تیم سایپا تهران - تایلند ۲۰۱۷[۲۲]

#### لیگ برتر ایران
- مقام قهرمانی - باشگاه برق گیلان ۱۳۸۰
- مقام دوم - باشگاه پتروشیمی تهران ۱۳۸۱
- مقام قهرمانی - باشگاه پیکان ۱۳۸۳
- مقام دوم - باشگاه پیکان ۱۳۸۴
- مقام سوم - باشگاه نفت و گاز گچساران ۱۳۸۵
- مقام قهرمانی - باشگاه ایران توسعه ۱۳۸۶
- مقام سوم - باشگاه نفت و گاز امیدیه ۱۳۸۷
- مقام قهرمانی - باشگاه دانشگاه آزاد اسلامی ۱۳۸۹
- مقام سوم - هیئت شنای استان خوزستان ۱۳۹۱
- مقام سوم - باشگاه دانشگاه آزاد اسلامی ۱۳۹۲
- مقام سوم - باشگاه نفت و گاز امیدیه ۱۳۹۳
- مقام دوم - باشگاه نفت و گاز امیدیه ۱۳۹۴
- مقام قهرمانی - دانشگاه آزاد اسلامی ۱۳۹۵
- مقام سوم - باشگاه فرهنگی ورزشی سایپا ۱۳۹۶
- مقام قهرمانی - باشگاه فرهنگی ورزشی سایپا ۱۳۹۷
- مقام سوم - باشگاه فرهنگی ورزشی سایپا ۱۳۹۸
- مقام دوم - تیم استخر نوفلاح ۱۳۹۹
- مقام قهرمانی - تیم استخر نوفلاح ۱۴۰۰
- مقام قهرمانی - تیم استخر نوفلاح ۱۴۰۱
- سوپر جام باشگاه‌های برتر ایران
  - مقام دوم - باشگاه نفت و گاز امیدیه ۱۳۸۸
  - مقام قهرمانی - باشگاه دانشگاه آزاد اسلامی ۱۳۹۰

### سابقه تحصیلی
- کارشناس ارشد تربیت بدنی گرایش مدیریت
- دانشجوی دکترا تربیت بدنی گرایش مدیریت
- تدریس در دانشگاه آزاد اسلامی واحد علوم و تحقیقات
- تدریس در دانشگاه آزاد اسلامی واحد شهر قدس
- تدریس در دانشگاه آزاد اسلامی واحد تهران مرکزی

### تألیف و ترجمه
- ترجمه کتاب ۱۷۶ تمرین کاربردی در شنا، نشر آفتاب اندیشه، ۱۴۰۰.[۲۳]
- ترجمه کتاب کلیستنیکس هنر بدنسازی بدون باشگاه، نشر نوآوران سینا، ۱۴۰۰[۲۴]
- نویسنده کتاب شناگران کوچک، نشر نوآوران سینا، ۱۴۰۱[۲۵]
- نویسنده کتاب استانداردها، مدیریت و نگهداری اماکن ورزشی، نشر نوآوران سینا، ۱۴۰۱[۲۶]
- نویسنده کتاب کارآفرینی نوین در ورزش حرفه ای، نشر نوآوران سینا، ۱۴۰۱[۲۷]

### مدارک
- مدرک مربیگری درجه یک شنا
- مدرک مربیگری درجه سه واترپولو
- مدرک داوری واترپولو
- مدرک بین‌المللی نجات غریق (ILS)